# Crepidodera decora
Crepidodera decora es un coleóptero de la familia Chrysomelidae. Fue descrita científicamente en 1986 por Parry.